# Tipula (Eumicrotipula) stenoglossa stenoglossa
Tipula (Eumicrotipula) stenoglossa stenoglossa is een ondersoort van de tweevleugelige Tipula (Eumicrotipula) stenoglossa uit de familie langpootmuggen (Tipulidae). De ondersoort komt voor in het Neotropisch gebied.